# オブヴォド運河駅
オブヴォド運河駅（オブヴォドうんがえき、ロシア語: станция «Обводный канал»、スタンツィヤ「アブヴォドヌイ カナル」）は、ロシアのサンクトペテルブルク市フルンゼ区リゴフ大通りにあるサンクトペテルブルク地下鉄の駅である。

## 接続路線

### 路面電車・バス
バスターミナルが近くにあり、ノヴゴロド行長距離バスが発着する。また、リゴフ大通りを縦貫するバスや、グトゥエフスキー島方面へのバスも発着する。
- リゴフ大通り（駅北西方、河岸南側）
  - モスクワ駅方面：　バス（65系統）
- リゴフ大通り（駅北西方、運河側）
  - グトゥエフスキー島方面：　バス（65系統）
- 新石橋（駅前、道路西側）
  - 勝利広場方面：　路面電車（16系統）、バス（3・950系統）
- 新石橋（駅前、道路東側）
  - モスクワ駅・マリインスキー劇場方面：　路面電車（16系統）、バス（3・16a系統）
- オブヴォド運河（駅南方、道路西側）
  - ノヴゴロド方面：　バス（940・941・942・946・948・949・950系統）
  - キーロフ工場方面：　バス（26系統）
- オブヴォド運河（駅南方、道路東側）
  - モスクワ駅方面：　バス（26・54・74・76・91・141系統）
- オブヴォド運河（駅東方、運河沿い）
  - 操車場方面：　バス（16a・76・91・141系統）
  - クプチノ方面：　バス（54・74系統）

## 駅構造
地上にコンコース、改札があり、地下65mに島式プラットホームがある地下駅である。あたかも建築の途中であるかのような鉄骨を強調した演出が、ホーム・コンコース・連絡通路に見られる。
- 西行：コメンダント大通り方面
- 東行：ヴォルコフ方面

## 歴史
- 2010年12月30日　地下鉄5号線　ズヴェニゴロド～ヴォルコフ間に新設開業。

## 隣の駅
サンクトペテルブルク地下鉄
■5号線（フルンゼ・沿海線）
ズヴェニゴロド - オブヴォド運河 - ヴァルコフスカヤ